# 관평동
관평동(官坪洞)은 대전광역시 유성구에 있는 법정동, 행정동이다. 행정동은 탑립동, 관평동, 용산동 3개의 법정동을 관할한다. 호남고속도로지선 북대전 나들목이 연결되고, 대덕연구개발특구로 지정되어 있다. 인구는 2013년말 기준 30,995명이다. 면적은 7.2km2이다. 중앙으로 갑천의 지류인 관평천이 흐른다. 동쪽으로 갑천을 경계로 대덕구의 목상동, 덕암동, 회덕동과 접하며, 서쪽으로 신성동, 남쪽으로 전민동, 북쪽으로는 구즉동과 인접한다. 초등학교 4개교, 중학교 2개교와 고등학교 2개교가 있다. 대전지능로봇산업화센터가 위치하고, 대덕테크노밸리가 조성되어 대규모 벤처기업이 밀집하여 있다. 주요 행정기관으로는 대전세관이 있다.

## 역사
- 백제: 우술군
- 조선: 회덕군
- 1914년 3월 1일: 대전군 구즉면
- 1935년 11월 1일: 대덕군 구즉면
- 1983년 2월 15일: 대전시 중구
- 1989년 1월 1일: 대전직할시 유성구 구즉동
- 1995년 1월 1일: 대전광역시 유성구 구즉동
- 2010년 4월 27일: 대전광역시 유성구 관평테크노동(분동)
- 2010년 8월 11일: 대전광역시 유성구 관평동(명칭변경)

## 법정동
- 관평동(官坪洞)
- 용산동(龍山洞)
- 탑립동(塔立洞)

## 교통
호남고속도로지선 북대전 나들목이 있다. 서쪽으로 대덕대로가 있어 대전 도심을 오고갈 수 있고, 북동쪽으로 용신교가 있어 대덕구의 목상동과 신탄진동을 갈 수 있다. 동쪽으로 한빛대교가 있어 회덕동과 연결된다.

## 주거

### 아파트
| 단지명                              | 건설사              | 시행사          | 주소                          | 주소   | 입주        | 비고 |
| ----------------------------------- | ------------------- | --------------- | ----------------------------- | ------ | ----------- | ---- |
| 대덕테크노밸리 2단지 푸르지오       | 대우건설            | 대우건설        | 유성구 배울1로 13             | 관평동 | 2006년 2월  |      |
| 대덕테크노밸리 3단지 중앙하이츠빌   | 중앙건설            | 중앙건설        | 유성구 배울2로 24             | 관평동 | 2006년 2월  |      |
| 대덕테크노밸리 5단지 파밀리에       | 신동아건설          | ㈜강선전설      | 유성구 배울2로 42             | 관평동 | 2006년 2월  |      |
| 대덕테크노밸리 4단지 쌍용스윗닷홈   | 쌍용건설            | ㈜에스디랜드    | 유성구 배울1로 35             | 관평동 | 2006년 2월  |      |
| 대덕테크노밸리 6단지 운암네오미아   | 운암건설㈜          | 운암건설㈜      | 유성구 배울2로 78             | 관평동 | 2006년 2월  |      |
| 대덕테크노밸리 1단지 꿈에그린       | 한화㈜ 건설부문     | 한화㈜ 건설부문 |                               | 관평동 | 2006년 2월  |      |
| 대덕테크노밸리 9단지 꿈에그린       | 한화㈜ 건설부문     | 한화㈜ 건설부문 |                               | 관평동 | 2008년 2월  |      |
| 대덕테크노밸리 10단지 꿈에그린      | 한화㈜ 건설부문     | 한화㈜ 건설부문 |                               | 관평동 | 2008년 2월  |      |
| 대덕테크노밸리 7단지 금성백조예미지 | 금성백조주택㈜      | 금성백조주택㈜  |                               | 관평동 | 2007년 12월 |      |
| 대덕테크노밸리 8단지 금성백조예미지 | 금성백조주택㈜      | 금성백조주택㈜  |                               | 관평동 | 2007년 12월 |      |
| 호반써밋 그랜드파크 1단지           | 호반건설 파인건설㈜ | 대전용산개발㈜  | 유성구 용성로 20              | 용산동 | 2023년 5월  |      |
| 호반써밋 그랜드파크 3단지           | 호반건설 파인건설㈜ | 대전용산개발㈜  | 유성구 용산1로 83             | 용산동 | 2023년 5월  |      |
| 호반써밋 그랜드파크 2단지           | 호반건설 파인건설㈜ | 대전용산개발㈜  | 유성구 용성로 21              | 용산동 | 2024년 5월  |      |
| 호반써밋 그랜드파크 4단지           | 호반건설 파인건설㈜ | 대전용산개발㈜  | 유성구 엑스포로539번길 346-21 | 용산동 | 2024년 5월  |      |
| 대덕테크노밸리 푸르지오 하임        | 대우건설            | 솔토스피엠그룹  | 유성구 배울2로 134 (1단지)    | 용산동 | 2008년 6월  |      |
| 대덕테크노밸리 푸르지오 하임        | 대우건설            | 솔토스피엠그룹  | 유성구 배울1로 147 (2단지)    | 용산동 | 2008년 6월  |      |

### 오피스텔
관평동
- 동우개발 중앙하이츠 관평 : 2022년 2월 입주예정.

## 교육 기관
- 대전관평초등학교
- 대전용산초등학교
- 대전동화초등학교
- 대전배울초등학교
- 대전관평중학교
- 대전동화중학교
- 대전용산고등학교
- 중일고등학교